# Dirección General para Iberoamérica y el Caribe
La Dirección General para Iberoamérica y el Caribe (DGIC) de España es el órgano directivo del Ministerio de Asuntos Exteriores, Unión Europea y Cooperación, adscrito a la Secretaría de Estado para Iberoamérica y el Caribe y el Español en el Mundo, encargado de preparar y ejecutar la política exterior del Gobierno de la Nación en las áreas geográficas de su competencia. En este ámbito, se encarga de dar impulso a las Fundaciones Consejo España-Brasil, España-Colombia y España-Perú.

## Origen
La política exterior del Gobierno de España en relación con el concepto de Iberoamérica aparece en 1966, cuando se crea en el seno del Ministerio de Asuntos Exteriores la Dirección General de Asuntos de Iberoamérica, la cual desaparece con la reforma de 1968, cuando se rebaja el órgano a subdirección general y se integra en la Dirección Genera de Política Exterior.
Volverá a aparecer en 1973 cuando se crea la Dirección General de Iberoamérica, que desde 1976 pasa a denominarse Dirección General de Política Exterior para Iberoamérica. Esta dirección general asumía las competencias sobre la política exterior del Gobierno en los países andinos, de la Cuenta del Plata, de Centroamérica y el Caribe y sobre los organismos internacionales de este ámbito regional como la Organización de los Estados Americanos.
La reforma de 1985 trae consigo la creación de la Secretaría de Estado de Cooperación Internacional y para Iberoamérica que, a pesar de su denominación, asumía íntegramente las competencias sobre cooperación internacional, una cooperación que España ha centrado históricamente en esta zona geográfica por sus vínculos culturales e históricos. En el año 2000 se le conceden las competencias para preparar y coordinar las Cumbres Iberoamericanas que comenzaron en 1991. En 2004, debido al amplio desarrollo de las relaciones con iberoamérica y la creación de nuevas organizaciones, se ampliaron sus competencias sobre apoyo al desarrollo de la Comunidad Iberoamericana de Naciones y a la Secretaría General Iberoamericana, así como cooperar con la SEUE en la preparación de la política de la Unión Europea con América Latina y el Caribe.
Tras 34 años con la misma denominación, a finales de 2010 adquiere el nombre de Dirección General para Iberoamérica asumiendo las mismas funciones y lo mismo ocurre en 2017 cuando adquiere la actual denominación de Dirección General para Iberoamérica y el Caribe con el objetivo de «impulsar las relaciones con el área del Caribe».
En 2020, la nueva ministra, Arancha González Laya, transfiere las competencias de esta dirección general a la Secretaría de Estado de Asuntos Exteriores. En 2021, el ministro José Manuel Albares hace lo propio con la Secretaría de Estado para Iberoamérica y el Caribe y el Español en el Mundo.

### Denominaciones
- Dirección General de Asuntos de Iberoamérica (1966-1968)
- Dirección General de Iberoamérica (1973-1976)
- Dirección General de Política Exterior para Iberoamérica (1976-2010)
- Dirección General para Iberoamérica (2010-2017)
- Dirección General para Iberoamérica y el Caribe (2017-presente)

## Estructura y funciones
Esta dirección general se compone de tres órganos, con rango de subdirección general, que ejercen las competencias que le son propias:
- La Subdirección General de México, Centroamérica y Caribe, que se encarga de proponer y ejecutar la política exterior de España sobre América Central y el Caribe así como impulsar las relaciones bilaterales con los países que engloba.
- La Subdirección General de Países Andinos, que se encarga de proponer y ejecutar la política exterior de España sobre todos los países de la región andina así como impulsar las relaciones bilaterales con dichos países.
- La Subdirección General de Países del MERCOSUR y Organismos Multilaterales Iberoamericanos, a la que le corresponde proponer y ejecutar la política exterior de España sobre los países que forman Mercosur así como impulsar las relaciones bilaterales con los países que englobaque; asiste al titular de la Secretaría de Estado en la preparación y coordinación de las Cumbres Iberoamericanas; en el diseño e impulso de las actividades de la Comunidad Iberoamericana de Naciones; en la colaboración y apoyo a las funciones de la Secretaría General Iberoamericana y en el fomento y la coordinación de la presencia de España en la Organización de los Estados Americanos y en los distintos organismos y entidades multilaterales de ámbito iberoamericano, sin perjuicio de las competencias de otros Departamentos, así como el seguimiento de otras iniciativas y foros multilaterales de esta área geográfica.